# Корпово (Окуловский район)
Корпово — деревня в Окуловском муниципальном районе Новгородской области, относится к Боровёнковскому сельскому поселению.
Деревня расположена на правом берегу реки Колпино (приток Волмы), южнее урочища Малый Заполек на Валдайской возвышенности, в 25 км к западу от Окуловки (40 км по автомобильной дороге), до административного центра сельского поселения — посёлка Боровёнка 14 км (23 км по автомобильной дороге).
Неподалёку, в 2 км к юго-западу от Корпова — давно уже нежилая деревня Давыдовичи, а в 3 км к югу — деревня Большой Заполек.
| 2010 |
| ---- |
| 1    |

## История
В Новгородской губернии деревня была приписана к Заручевской волости Крестецкого уезда (Карпово), а с 30 марта 1918 года Маловишерского уезда. С 1927 года деревня входила Заручевский сельсовет, затем до 2005 года деревня входила в число населённых пунктов, подчинённых администрации Боровёнковского сельсовета, после вошла в число населённых пунктов Боровёнковского сельского поселения.

## Транспорт
Ближайшая железнодорожная станция расположена в Боровёнке. В 3 км от деревни — в Большом Заполеке проходит автомобильная дорога из Боровёнки в Заручевье.